# Liste des titres musicaux numéro un en Autriche en 2017
Cette page liste les titres numéro un dans les meilleures ventes de disques en Autriche pour l'année 2017.

## Classement des singles
| №  | Date          | Artiste                       | Titre               | Référence |
| -- | ------------- | ----------------------------- | ------------------- | --------- |
| 1  | 6 janvier     | Pentatonix                    | Hallelujah          |           |
| 2  | 13 janvier    | Alan Walker                   | Alone               |           |
| 3  | 20 janvier    | Ed Sheeran                    | Shape of You        |           |
| 4  | 27 janvier    | Ed Sheeran                    | Shape of You        |           |
| 5  | 3 février     | Ed Sheeran                    | Shape of You        |           |
| 6  | 10 février    | Ed Sheeran                    | Shape of You        |           |
| 7  | 17 février    | Ed Sheeran                    | Shape of You        |           |
| 8  | 24 février    | Ed Sheeran                    | Shape of You        |           |
| 9  | 3 mars        | Ed Sheeran                    | Shape of You        |           |
| 10 | 10 mars       | Ed Sheeran                    | Shape of You        |           |
| 11 | 17 mars       | Ed Sheeran                    | Shape of You        |           |
| 12 | 24 mars       | Ed Sheeran                    | Shape of You        |           |
| 13 | 31 mars       | Ed Sheeran                    | Shape of You        |           |
| 14 | 7 avril       | Ed Sheeran                    | Shape of You        |           |
| 15 | 14 avril      | Marco Wagner & Dave Brown     | Hey Bro             |           |
| 16 | 21 avril      | Ed Sheeran                    | Shape of You        |           |
| 17 | 28 avril      | Luis Fonsi feat. Daddy Yankee | Despacito           |           |
| 18 | 5 mai         | Luis Fonsi feat. Daddy Yankee | Despacito           |           |
| 19 | 12 mai        | Luis Fonsi feat. Daddy Yankee | Despacito           |           |
| 20 | 19 mai        | Luis Fonsi feat. Daddy Yankee | Despacito           |           |
| 21 | 26 mai        | Luis Fonsi feat. Daddy Yankee | Despacito           |           |
| 22 | 2 juin        | Luis Fonsi feat. Daddy Yankee | Despacito           |           |
| 23 | 9 juin        | Luis Fonsi feat. Daddy Yankee | Despacito           |           |
| 24 | 16 juin       | Luis Fonsi feat. Daddy Yankee | Despacito           |           |
| 25 | 23 juin       | Luis Fonsi feat. Daddy Yankee | Despacito           |           |
| 26 | 30 juin       | Luis Fonsi feat. Daddy Yankee | Despacito           |           |
| 27 | 7 juillet     | Luis Fonsi feat. Daddy Yankee | Despacito           |           |
| 28 | 14 juillet    | Luis Fonsi feat. Daddy Yankee | Despacito           |           |
| 29 | 21 juillet    | Luis Fonsi feat. Daddy Yankee | Despacito           |           |
| 30 | 28 juillet    | Luis Fonsi feat. Daddy Yankee | Despacito           |           |
| 31 | 4 août        | Luis Fonsi feat. Daddy Yankee | Despacito           |           |
| 32 | 11 août       | Luis Fonsi feat. Daddy Yankee | Despacito           |           |
| 33 | 18 août       | Axwell Λ Ingrosso             | More Than You Know  |           |
| 34 | 25 août       | Axwell Λ Ingrosso             | More Than You Know  |           |
| 35 | 1er septembre | Axwell Λ Ingrosso             | More Than You Know  |           |
| 36 | 8 septembre   | Axwell Λ Ingrosso             | More Than You Know  |           |
| 37 | 15 septembre  | Axwell Λ Ingrosso             | More Than You Know  |           |
| 38 | 22 septembre  | Kay One feat. Pietro Lombardi | Señorita            |           |
| 39 | 29 septembre  | Kay One feat. Pietro Lombardi | Señorita            |           |
| 40 | 6 octobre     | Kay One feat. Pietro Lombardi | Señorita            |           |
| 41 | 13 octobre    | Zayn feat. Sia                | Dusk Till Dawn      |           |
| 42 | 20 octobre    | Wanda                         | Columbo             |           |
| 43 | 27 octobre    | Post Malone feat. 21 Savage   | Rockstar            |           |
| 44 | 3 novembre    | Ed Sheeran                    | Perfect             |           |
| 45 | 10 novembre   | Bausa                         | Was du Liebe nennst |           |
| 46 | 17 novembre   | Bausa                         | Was du Liebe nennst |           |
| 47 | 24 novembre   | Ed Sheeran                    | Perfect             |           |
| 48 | 1er décembre  | Bausa                         | Was du Liebe nennst |           |
| 49 | 8 décembre    | Bausa                         | Was du Liebe nennst |           |
| 50 | 15 décembre   | Bausa                         | Was du Liebe nennst |           |
| 51 | 22 décembre   | Bausa                         | Was du Liebe nennst |           |

## Classement des albums
| №  | Date          | Artiste                                                       | Titre                                                                | Référence |
| -- | ------------- | ------------------------------------------------------------- | -------------------------------------------------------------------- | --------- |
| 1  | 6 janvier     | Helene Fischer & the Royal Philharmonic Orchestra             | Weihnachten                                                          |           |
| 2  | 13 janvier    | Andreas Gabalier                                              | MTV Unplugged                                                        |           |
| 3  | 20 janvier    | Orchestre philharmonique de Vienne Direction: Gustavo Dudamel | Neujahrskonzert 2017                                                 |           |
| 4  | 27 janvier    | Orchestre philharmonique de Vienne Direction: Gustavo Dudamel | Neujahrskonzert 2017                                                 |           |
| 5  | 3 février     | Orchestre philharmonique de Vienne Direction: Gustavo Dudamel | Neujahrskonzert 2017                                                 |           |
| 6  | 10 février    | Turbobier                                                     | Das Neue Festament                                                   |           |
| 7  | 17 février    | Capital Bra                                                   | Makarov Komplex                                                      |           |
| 8  | 24 février    | Bande originale                                               | Cinquante nuances plus sombres                                       |           |
| 9  | 3 mars        | Falco                                                         | Falco 60                                                             |           |
| 10 | 10 mars       | Falco                                                         | Falco 60                                                             |           |
| 11 | 17 mars       | Ed Sheeran                                                    | ÷                                                                    |           |
| 12 | 24 mars       | Ed Sheeran                                                    | ÷                                                                    |           |
| 13 | 31 mars       | Depeche Mode                                                  | Spirit                                                               |           |
| 14 | 7 avril       | The Kelly Family                                              | We Got Love                                                          |           |
| 15 | 14 avril      | Andy Borg                                                     | Cara Mia                                                             |           |
| 16 | 21 avril      | Seiler und Speer                                              | und weida?                                                           |           |
| 17 | 28 avril      | Seiler und Speer                                              | und weida?                                                           |           |
| 18 | 5 mai         | Parov Stelar                                                  | The Burning Spider                                                   |           |
| 19 | 12 mai        | Gorillaz                                                      | Humanz                                                               |           |
| 20 | 19 mai        | Die Toten Hosen                                               | Laune der Natur                                                      |           |
| 21 | 26 mai        | Helene Fischer                                                | Helene Fischer                                                       |           |
| 22 | 2 juin        | Helene Fischer                                                | Helene Fischer                                                       |           |
| 23 | 9 juin        | Helene Fischer                                                | Helene Fischer                                                       |           |
| 24 | 16 juin       | Helene Fischer                                                | Helene Fischer                                                       |           |
| 25 | 23 juin       | Bushido                                                       | Black Friday                                                         |           |
| 26 | 30 juin       | KC Rebell & Summer Cem                                        | Maximum                                                              |           |
| 27 | 7 juillet     | Semino Rossi                                                  | Ein Teil von mir                                                     |           |
| 28 | 14 juillet    | Semino Rossi                                                  | Ein Teil von mir                                                     |           |
| 29 | 21 juillet    | Compilation                                                   | Sing meinen Song – Das Tauschkonzert (de) Vol. 4                     |           |
| 30 | 28 juillet    | 187 Strassenbande                                             | Sampler 4                                                            |           |
| 31 | 4 août        | Linkin Park                                                   | One More Light                                                       |           |
| 32 | 11 août       | Nockalm Quintett                                              | In der Nacht                                                         |           |
| 33 | 18 août       | Nockalm Quintett                                              | In der Nacht                                                         |           |
| 34 | 25 août       | Nockalm Quintett                                              | In der Nacht                                                         |           |
| 35 | 1er septembre | Oliver Haidt                                                  | Der Ruf meines Herzens                                               |           |
| 36 | 8 septembre   | RAF Camora                                                    | Anthrazit                                                            |           |
| 37 | 15 septembre  | Pizzera & Jaus                                                | Unerhört solide                                                      |           |
| 38 | 22 septembre  | Cro                                                           | tru.                                                                 |           |
| 39 | 29 septembre  | Foo Fighters                                                  | Concrete and Gold                                                    |           |
| 40 | 6 octobre     | Nik P.                                                        | Ohne wenn und aber                                                   |           |
| 41 | 13 octobre    | Savas & Sido                                                  | Royal Bunker                                                         |           |
| 42 | 20 octobre    | Wanda                                                         | Niente                                                               |           |
| 43 | 27 octobre    | Pink                                                          | Beautiful Trauma                                                     |           |
| 44 | 3 novembre    | Kiddy Contest Kids                                            | Kiddy Contest Vol. 23                                                |           |
| 45 | 10 novembre   | Seer                                                          | Des olls is Hoamat                                                   |           |
| 46 | 17 novembre   | Dame                                                          | Zukunftsmusik                                                        |           |
| 47 | 24 novembre   | Taylor Swift                                                  | reputation                                                           |           |
| 48 | 1er décembre  | Ed Sheeran                                                    | ÷                                                                    |           |
| 49 | 8 décembre    | Compilation                                                   | Sing meinen Song – Das Tauschkonzert – Das Weihnachtskonzert, Vol. 4 |           |
| 50 | 15 décembre   | Kollegah & Farid Bang                                         | Jung, brutal, gutaussehend 3                                         |           |
| 51 | 22 décembre   | Ed Sheeran                                                    | ÷                                                                    |           |

## Hit-Parade de l'année
| Singles | Albums |
| --- | --- |
| 1. Luis Fonsi feat. Daddy Yankee – Despacito 2. Ed Sheeran – Shape of You 3. Imagine Dragons – Thunder 4. The Chainsmokers & Coldplay – Something Just like This 5. Burak Yeter feat. Danelle Sandoval – Tuesday 6. Axwell Λ Ingrosso – More Than You Know 7. Robin Schulz feat. James Blunt – OK 8. Imagine Dragons – Believer 9. Ed Sheeran – Galway Girl 10. Kygo & Selena Gomez – It Ain’t Me | 1. Helene Fischer – Helene Fischer 2. Ed Sheeran – ÷ 3. Falco – Falco60 4. Pizzera & Jaus - Unerhört solide 5. Wanda – Niente 6. Seiler und Speer - Und weida? 7. Orchestre philharmonique de Vienne / Gustavo Dudamel - Neujahrskonzert 2017 8. Klubbb3 - Jetzt geht’s richtig los! 9. Nockalm Quintett – In der Nacht 10. Semino Rossi - Ein Teil von mir |